# Macinley Butson
Macinley Butson é uma inventora e cientista que ganhou o NSW Young Australian of the Year de 2018 e o Stockholm Junior Water Prize de 2019.
Suas invenções visam apoiar pacientes com câncer de mama em radioterapia e garantir o fornecimento de água potável para comunidades em desenvolvimento. Em 2020, ela se tornou parte da BBC 100 Women por causa de suas contribuições e de seu papel inspirador em ciência, tecnologia, engenharia e matemática e também da "Forbes 30 abaixo dos 30 da Ásia" na categoria Saúde e Ciência.

## Infância e educação
Macinley Butson vem da cidade industrial de Wollongong, no estado de Nova Gales do Sul, na Austrália. Ela começou a inventar quando tinha seis anos de idade. Ela cursou o ensino médio na The Illawarra Grammar School.

## Carreira
Macinley Butson tinha 18 anos quando inventou o adesivo de radiação ultravioleta SODIS que testa se a água é segura para beber, um avanço que tem o potencial de salvar vidas devido à água contaminada. Macinley também inventou o SMART Armor, que visa proteger pacientes com câncer de mama dos efeitos do excesso de radiação durante o tratamento de radioterapia.

## Reconhecimentos
2018 - NSW Young Australian of the Year.
2019 - Stockholm Junior Water Prize.
2020 - BBC 100 Mulheres, por suas contribuições e papel inspirador em ciência, tecnologia, engenharia e matemática.
2020 - Forbes 30 abaixo dos 30 da Ásia, na categoria Saúde e Ciência.